# 소망교도소
소망교도소는 대한민국의 민영교도소로, 대한민국 경기도 여주시 북내면 외룡리에 있다. 아시아 최초의 민영교도소로 개신교 계열의 아가페 재단이 설립하였다.

## 조직
- 총무과
- 보안과
- 복지과
- 사회복귀과
- 의료과

## 설립 근거
- 민영교도소 등의 설치·운영에 관한 법률[2]